# Ludność Kłodzka

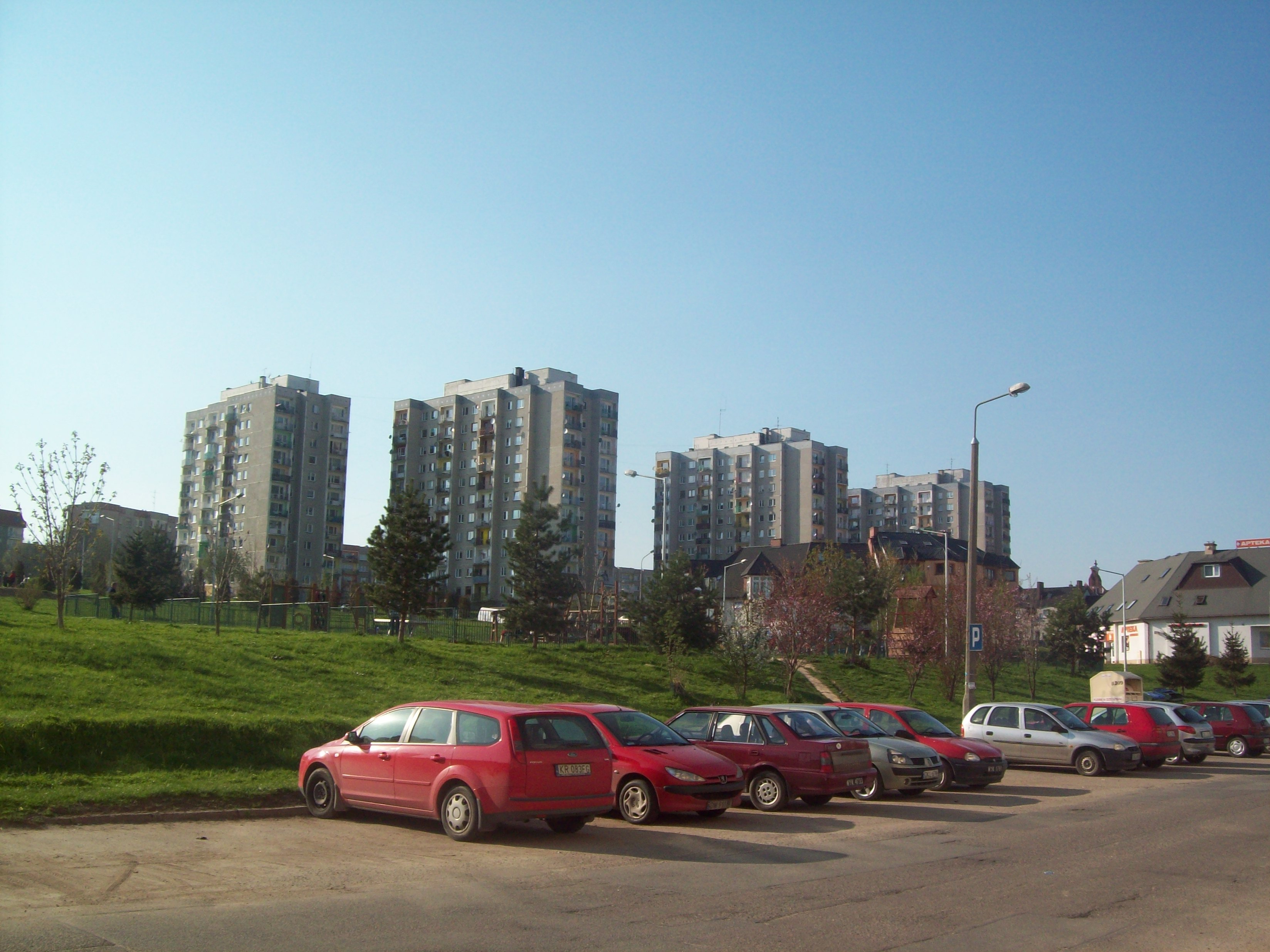
Osiedle Kruczkowskiego, zwane inaczej Nowym Miastem, najludniejsze osiedle mieszkaniowe w Kłodzku budowane od lat 70. XX w., na którym mieszka blisko 33% mieszkańców miasta

Ludność Kłodzka – wynosi obecnie według stanu z 30 czerwca 2019 roku – 26 845 mieszkańców, co przy powierzchnia miasta zajmującej 24,84 km², daje gęstość zaludnienia równą 1081 osób na 1 km². Miasto zajmuje 225. miejsce pod względem powierzchni, zaś pod względem liczby ludności w Polsce – 158..

## Ludność na przestrzeni stuleci
Ludność Kłodzka na przestrzeni stuleci kształtowała się w następujący sposób:
Z kolei w ciągu ostatnich dwóch dekad sytuacja demograficzna Kłodzka wyglądała następująco:

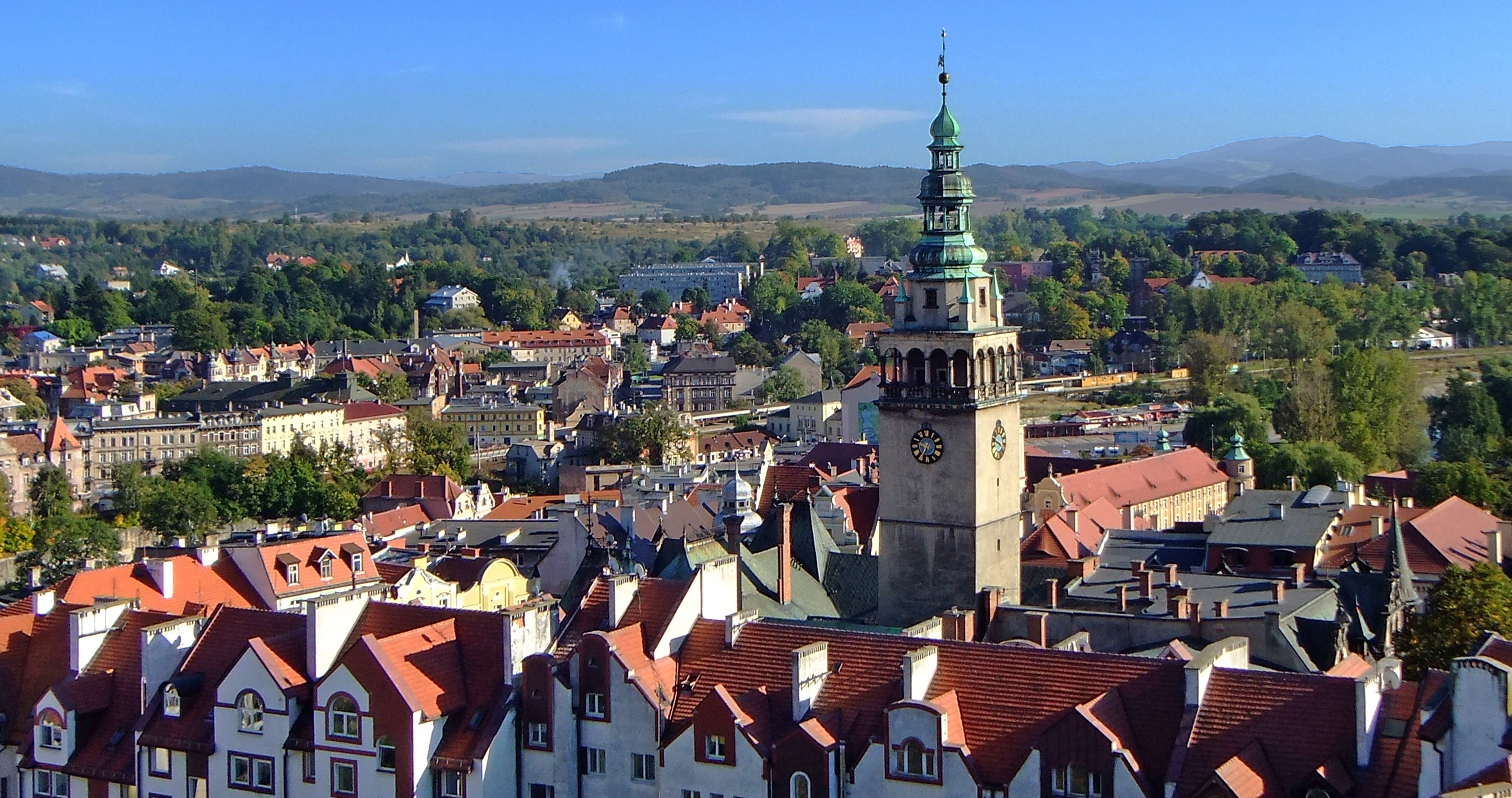
Ogólna panorama centrum Kłodzka

Na początku XIX wieku w mieście mieszkało 5 tysięcy osób (dane z 1816), ale już w połowie tego stulecia liczba mieszkańców uległa podwojeniu i przekroczyła 10 tysięcy. W kolejnych dekadach ludność Kłodzka systematycznie rosła poza krótkim okresem bezpośrednio po I wojnie światowej, kiedy to uległa zmniejszeniu. Na kilka lat przed II wojną światową liczba ludności przekroczyła 20 tysięcy.
Jedną z konsekwencji przegranej przez Niemcy wojny była zmiana granic i utrata ziemi kłodzkiej na rzecz Polski oraz przesiedlenie dotychczasowej ludności niemieckiej. W 1950 roku liczba mieszkańców zmalała do 17 tysięcy; poziom zaludnienia sprzed wojny udało się osiągnąć już na przełomie lat 50. i 60. XX wieku
Na początku XXI wieku ludność Kłodzka wzrosła do 30 tysięcy, jednak kilka lat później wobec ujemnego przyrostu naturalnego i migracji systematycznie spadała, osiągając w 2008 r. 28 tysięcy.
Według prognozy demograficznej w następnych latach liczba ludności ponownie zacznie wzrastać. Prognoza ta spełni się, o ile – jak założono – utrzyma się dotychczasowe zjawisko migracji z miasta. W przypadku pomyślnych wyników działań podjętych dla ożywienia gospodarki na obszarze miasta, zmiany migracyjne mogą być osłabione lub nawet odwrócone.
Największą populację Kłodzko miało w połowie lat 90. XX wieku.

## Struktura płci
Struktura płci mieszkańców Kłodzka według danych z 30 czerwca 2019
| Opis                              | Ogółem  | Ogółem  | Kobiety | Kobiety | Mężczyźni | Mężczyźni |
| --------------------------------- | ------- | ------- | ------- | ------- | --------- | --------- |
| jednostka                         | osób    | %       | osób    | %       | osób      | %         |
| populacja                         | 26 845  | 100,0   | 14 218  | 52,96   | 12 627    | 47,04     |
| gęstość zaludnienia (mieszk./km²) | 1 108,7 | 1 108,7 | 572,4   | 572,4   | 508,3     | 508,3     |

## Struktura płci i wieku

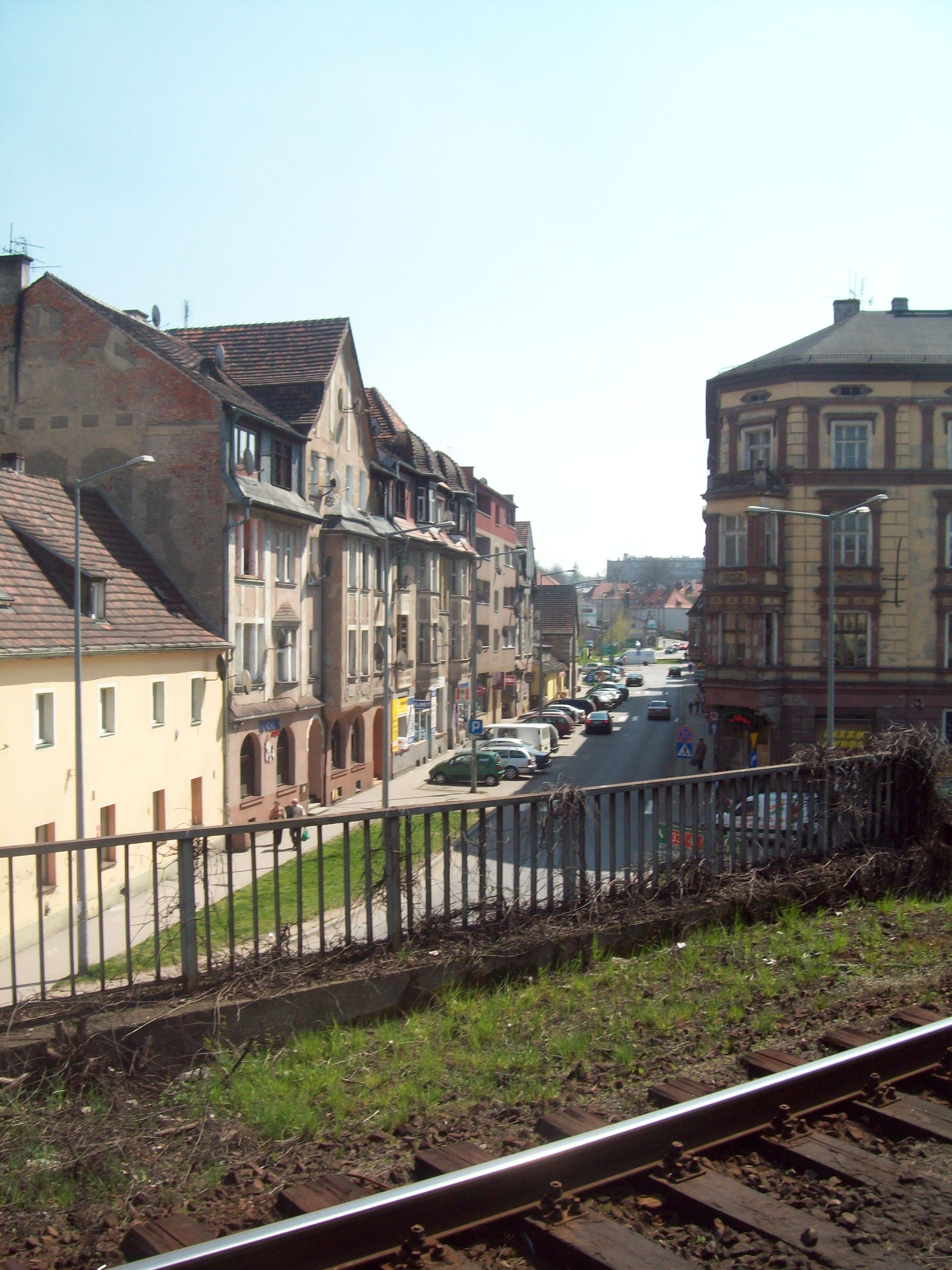
Dawne Przedmieście Wygon, jednego z gęściej zabudowanych przedmieść Kłodzka, ze stacji Kłodzko Miasto

Struktura płci i wieku mieszkańców Kłodzka według danych z dnia 30 czerwca 2008 r.

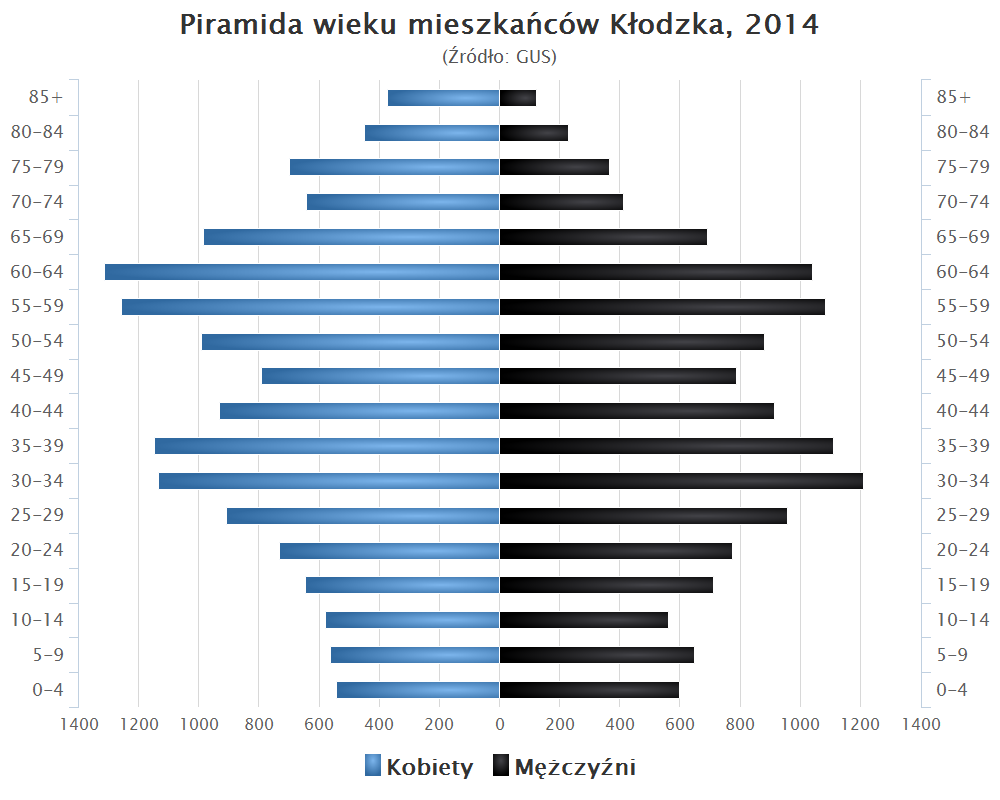
Piramida wieku mieszkańców Kłodzka w 2014 roku

## Mniejszości narodowe i etniczne
Obszar miasta Kłodzka zamieszkują według danych z narodowego spisu powszechnego zebranych w 2002 roku dwie mniejszości narodowe i etniczne, a mianowicie Romowie i Niemcy, którzy stanowią łącznie 0,57% mieszkańców miasta.
| Mniejszość           | Liczba osób | Procentowy udział w mieście |
| -------------------- | ----------- | --------------------------- |
| Mniejszość niemiecka | 25          | 0,086%                      |
| Mniejszość romska    | 106         | 0,36%                       |